# Spiruria

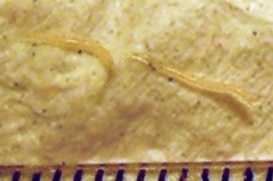
Enterobius vermicularis o parásito del parásito.

La subclase Spiruria comprende principalmente nematodos senefrénicos parásitos. En una clasificación alternativa, se los trata como suborden Spirurina, con las órdenes enumeradas aquí que se clasifican como infraordenes.
La Ascaridida y la Oxyurida, que incluyen gusanos que infectan a muchos mamíferos (incluidos los mamíferos marinos), a veces se colocan en la subclase Rhabditia. Pero eso parece tan espurio como la ubicación anterior de la Rhigonematida en la subclase Tylenchia. Camallanida y Drilonematida a veces se incluyen en Spirurida como suborden y superfamilia, respectivamente.

## Algunas especies importantes
- Lombriz gigante (Ascaris lumbricoides), causa ascariasis en humanos
- Toxocara canis, parásito de los perros
- Anisakis, responsable de la enfermedad humana Anisakiasis

Cualquiera de varias cianobacterias del género Arthrospira (anteriormente Spirulina) que se cultivan a granel, se secan y se usan como suplementos nutricionales por sus altos niveles de proteínas, vitaminas y minerales.